# خورخي غولن-توريس
خورخي غولن-توريس (بالإنجليزية: Jorge Guillen-Torres)‏ هو لاعب كرة قدم أمريكي في مركز الدفاع، ولد في 28 يونيو 1994 في تشولا فيستا في الولايات المتحدة. لعب مع نادي لاس فيغاس لايتس.